# 洛克斯泰申 (密西西比州)
洛克斯泰申（英語：Locke Station）是位於美國密西西比州帕諾拉縣及奎特曼縣的非建制地區。

## 地理
洛克斯泰申所處的海拔為高於海平面49米（即161英呎），而該地所採用的時區為UTC-6，即北美中部時區（CST）。同時該地設有夏令時間，為UTC-6調快一小時，即UTC-5（CDT）。